# Sint-Michielskerk (Gent)

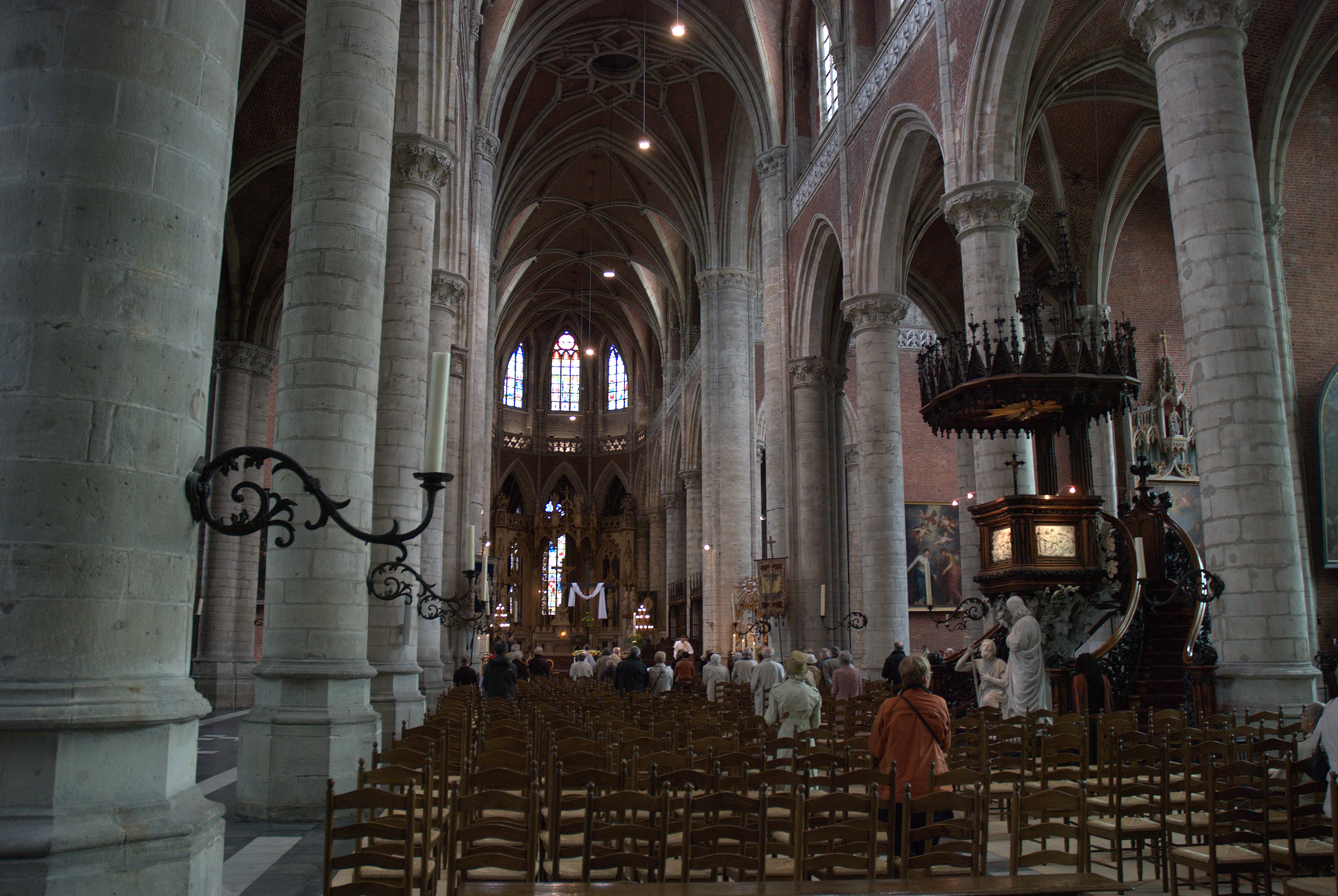
Interieur

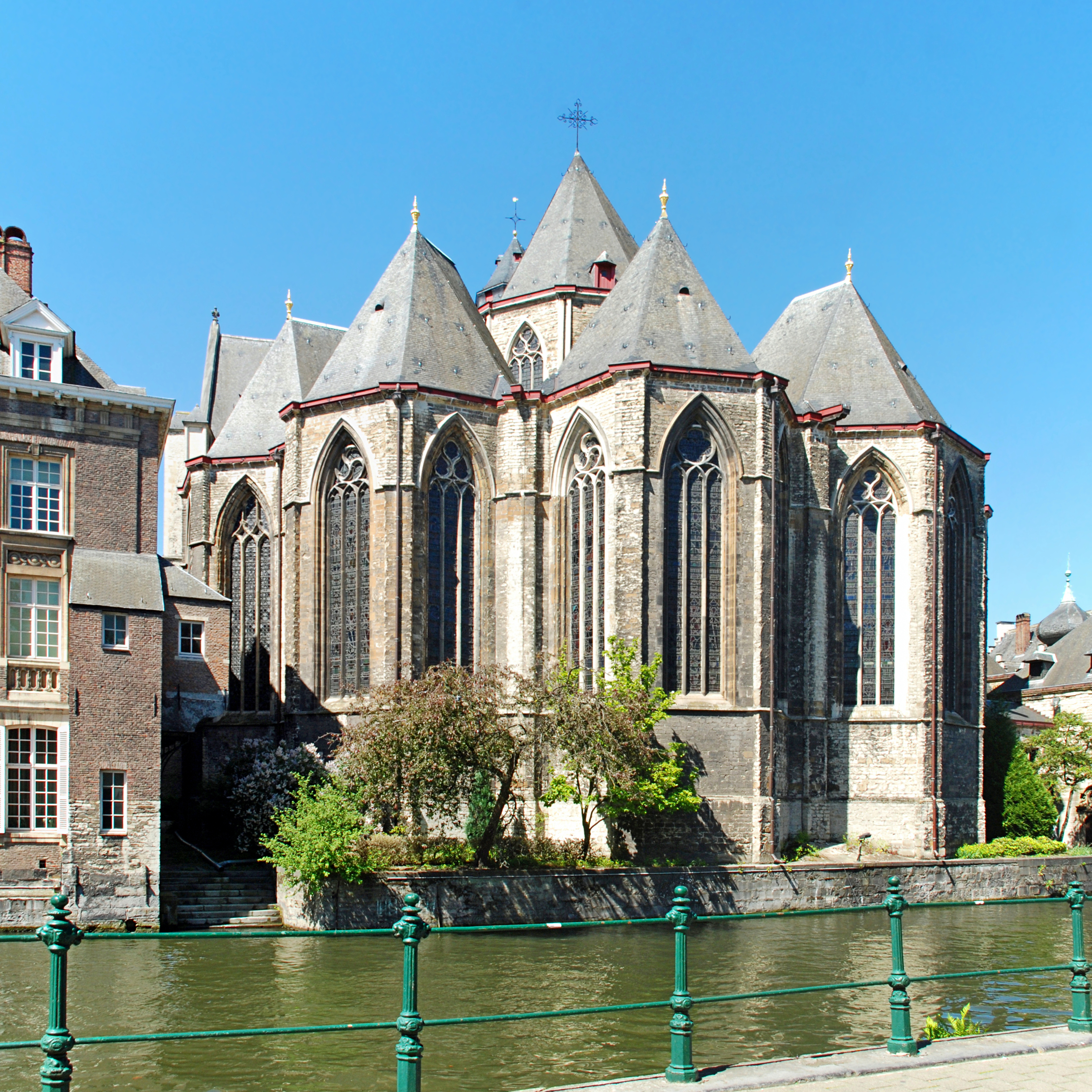
Straalkapellen van de Sint-Michielskerk

De Sint-Michielskerk is een kerk in de Belgische stad Gent, hoofdstad van de provincie Oost-Vlaanderen. De kerk is de dekenale kerk van het dekenaat Gent-stad.

## Bouwgeschiedenis

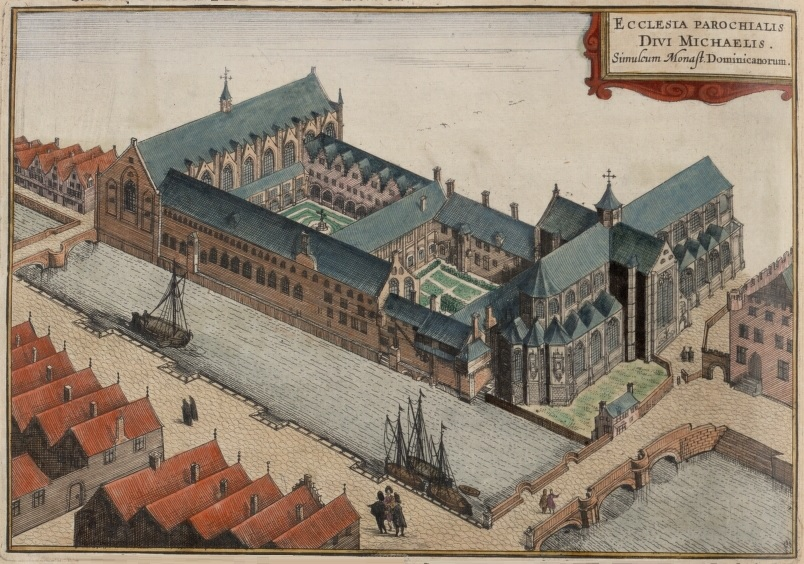
Sint-Michielskerk in de eerste helft van de 17e eeuw (afbeelding uit Flandria illustrata, 1641)

Reeds in 1105 stond op dezelfde plaats aan de Leie een kapel, opgericht door de Sint-Baafsabdij. Deze abdij was in die tijd in competitie met de Sint-Pietersabdij, de andere Gentse abdij die in het stadscentrum de toenmalige Sint-Janskerk (nu Sint-Baafskathedraal) en de Sint-Niklaaskerk had laten optrekken. De kapel was aanvankelijk verbonden aan de Sint-Martinuskerk te Ekkergem, maar werd in 1147 een zelfstandige parochiekerk.
De bouw van de huidige kerk in laatgotische stijl begon in 1440 en werd in feite slechts in 1825 afgewerkt. Van de romaanse kerk, die hier ontstond aan het einde van de 11e eeuw, zijn er geen duidelijke overblijfselen meer. De 13e eeuw was erg desastreus met verscheidene branden, hierdoor werd de kerk meerdere keren herbouwd. In 1440 werd beslist om een volledig nieuwe kerk te bouwen, in laatgotische stijl.
In het begin van de 16e eeuw waren schip en transept voltooid. In 1623 werd het vroeggotische koor vervangen door een Brabants gotisch exemplaar met kooromgang en vijf straalkapellen. Kenmerkend voor de Brabantse laatgotiek is het gebruik van zandhoudende kalksteen, de fantasierijke kruisrib-, net- en stergewelven, en de hoge, brede spitsboogvensters. Opmerkelijk aan deze kerk is, hoe de gotische bouwkunst doorleefde in een tijdperk van renaissance en barok.

### Gotische westertoren
In 1566 onderbrak de beeldenstorm de bouw van de westertoren, pas in 1658 werden de werken hervat. Het ontwerp uit 1662 van Livinus Cruyl voorzag een 134 meter hoge toren in Brabantse gotiek (ter vergelijking: die van de Onze-Lieve-Vrouwekathedraal in Antwerpen is slechts 123 meter, die van de Sint-Baafskathedraal slechts 89 meter). Deze toren moest rijkelijk versierd worden. Om financiële redenen werd deze erg ambitieuze toren nooit afgewerkt.
In 1909 werd de westkant gerestaureerd onder leiding van Modeste de Noyette. Hij voegde ook de neobarokke sacristie toe. Bij de aanleg van de Sint-Michielsbrug (circa 1905) werd een deel van de oude sacristie gesloopt.

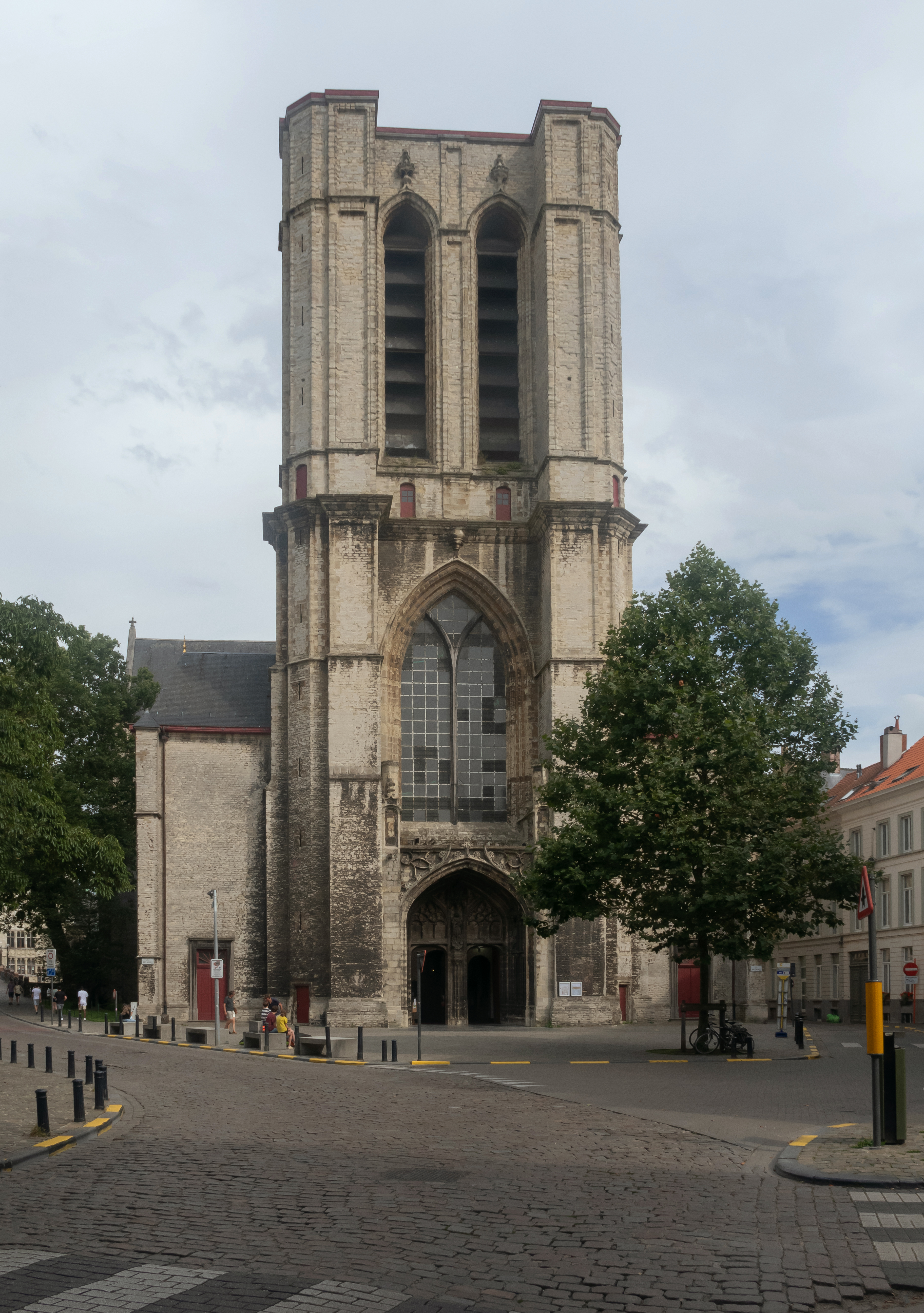
De onafgewerkte toren van de Sint-Michielskerk
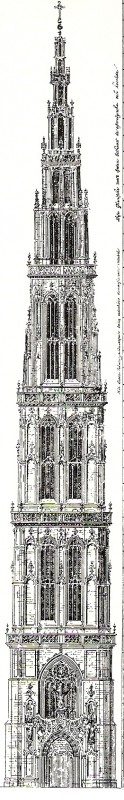
Ontwerp van Livinus Cruyl (1662)

## Orgel
Het orgel stamt uit een instrument dat in 1817 werd gebouwd door orgelbouwer Piere Jean De Volder. De stijl van het front is geheel in neogotische stijl uitgevoerd. In 1951 werd het instrument verbouwd en uitgebreid door orgelbouwer Paul Anneessens. Het orgel heeft 47 registers op drie manualen en een pedaal. Er zijn verschillende registers die niet geplaatst zijn maar waar wel plaats voor is op de windlade

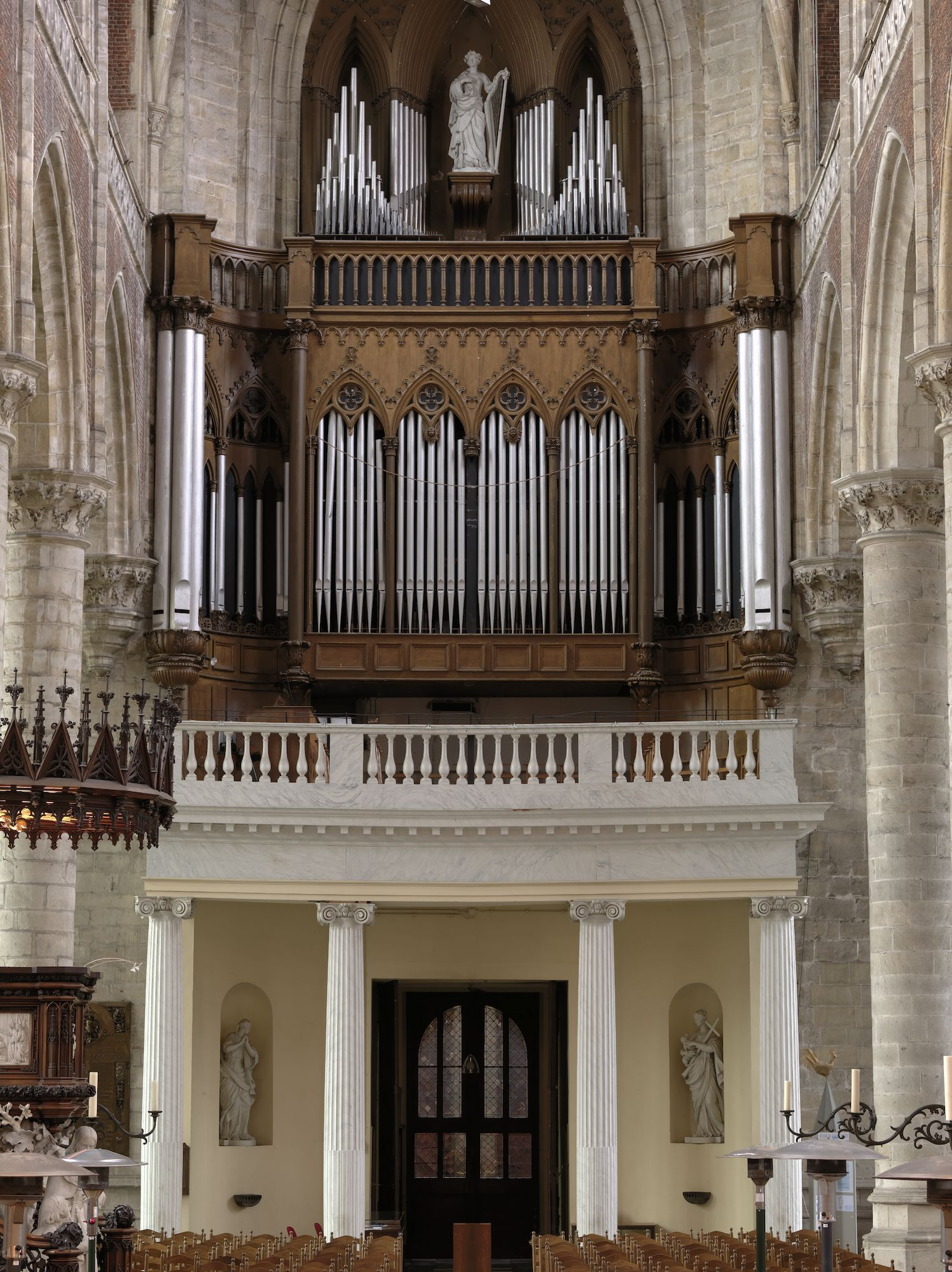
Orgel - Van Peteghem - De Volder

## Kerkschat
- Een belangrijke verzameling relieken, waaronder de H. Doorn en het Ware Kruis.[4]
- Een oude verzameling liturgische gewaden, 16de-19de eeuw, waaronder een groot parament, geschonken door jfr. Amelie Borluut.[5]
- Een koperen antependium, Frans Pilsen, 1729.[6]
- Een rijke verzameling Obbits van Gentse edelen en patriciërs.

Het interieur is aangekleed met verschillende monumentale altaarstukken van Vlaamse meesters, waaronder een doek van Antoon van Dyck, Christus aan het kruis, uit 1628-1630 (Vlaamse Meesters in Situ).
In 1648 werd hier een Confrerie van de heilige Dorothea opgericht.

## Galerij

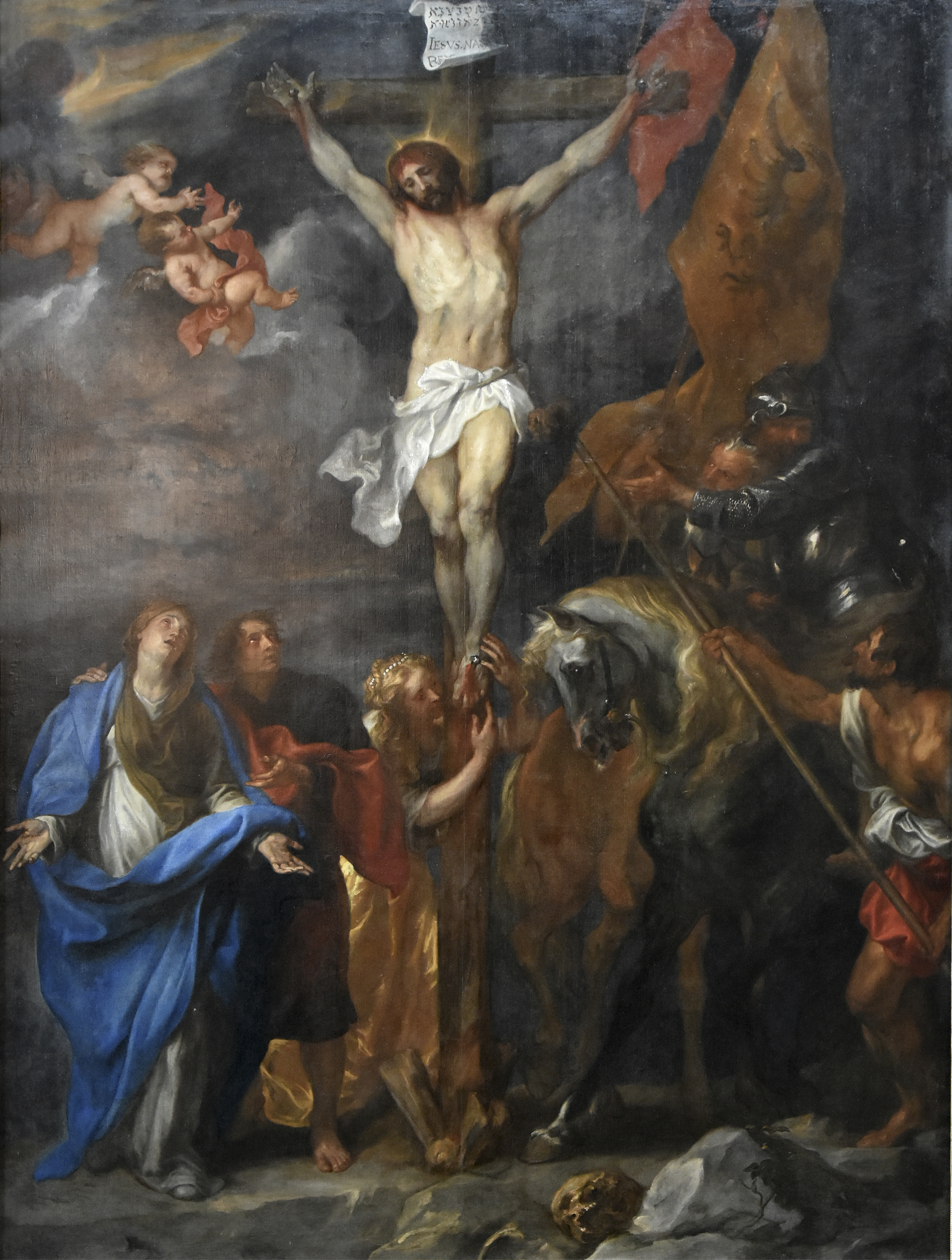
Christus aan het kruis van Antoon van Dyck
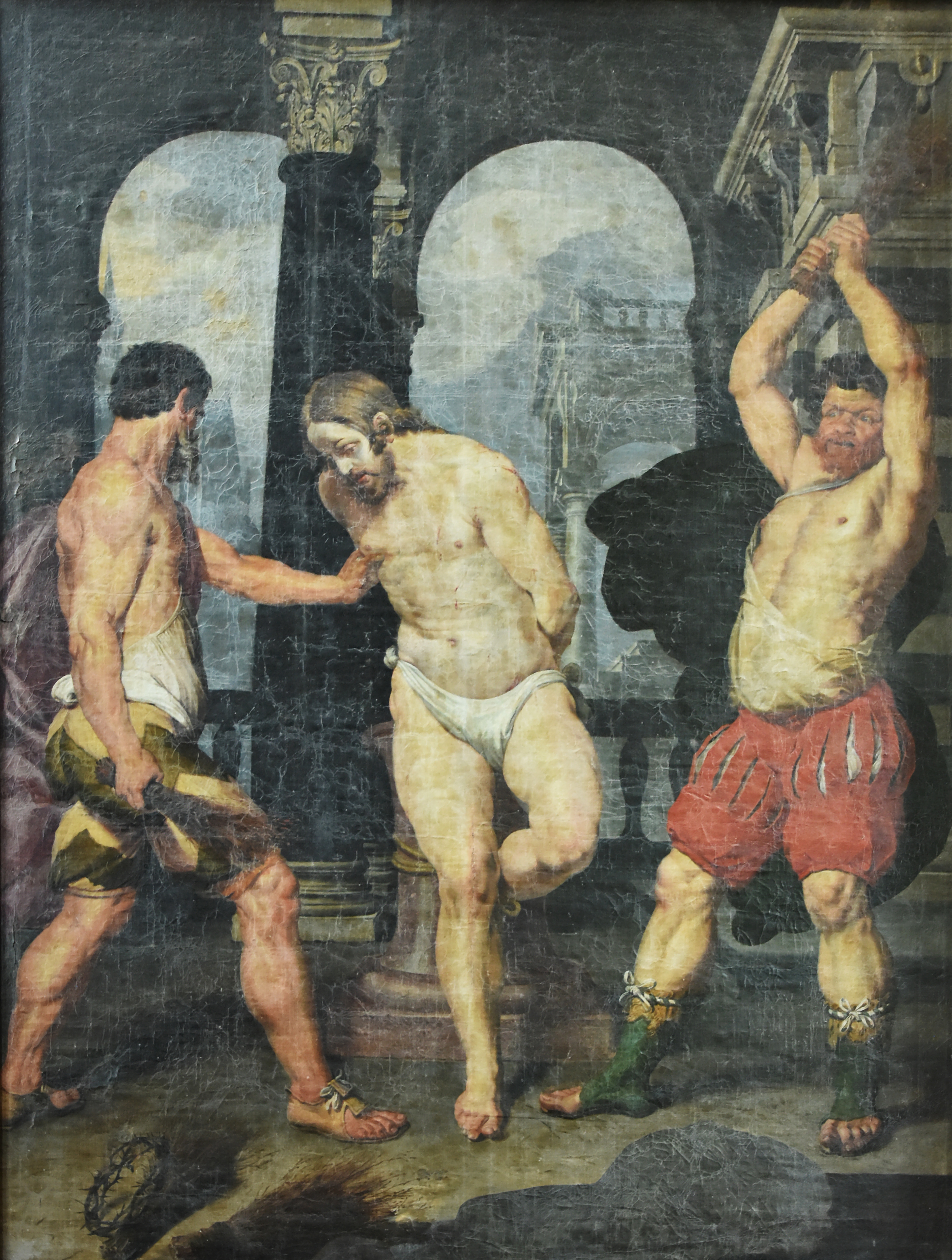
De geseling van Christus van Jan Janssens in de noorderbeuk
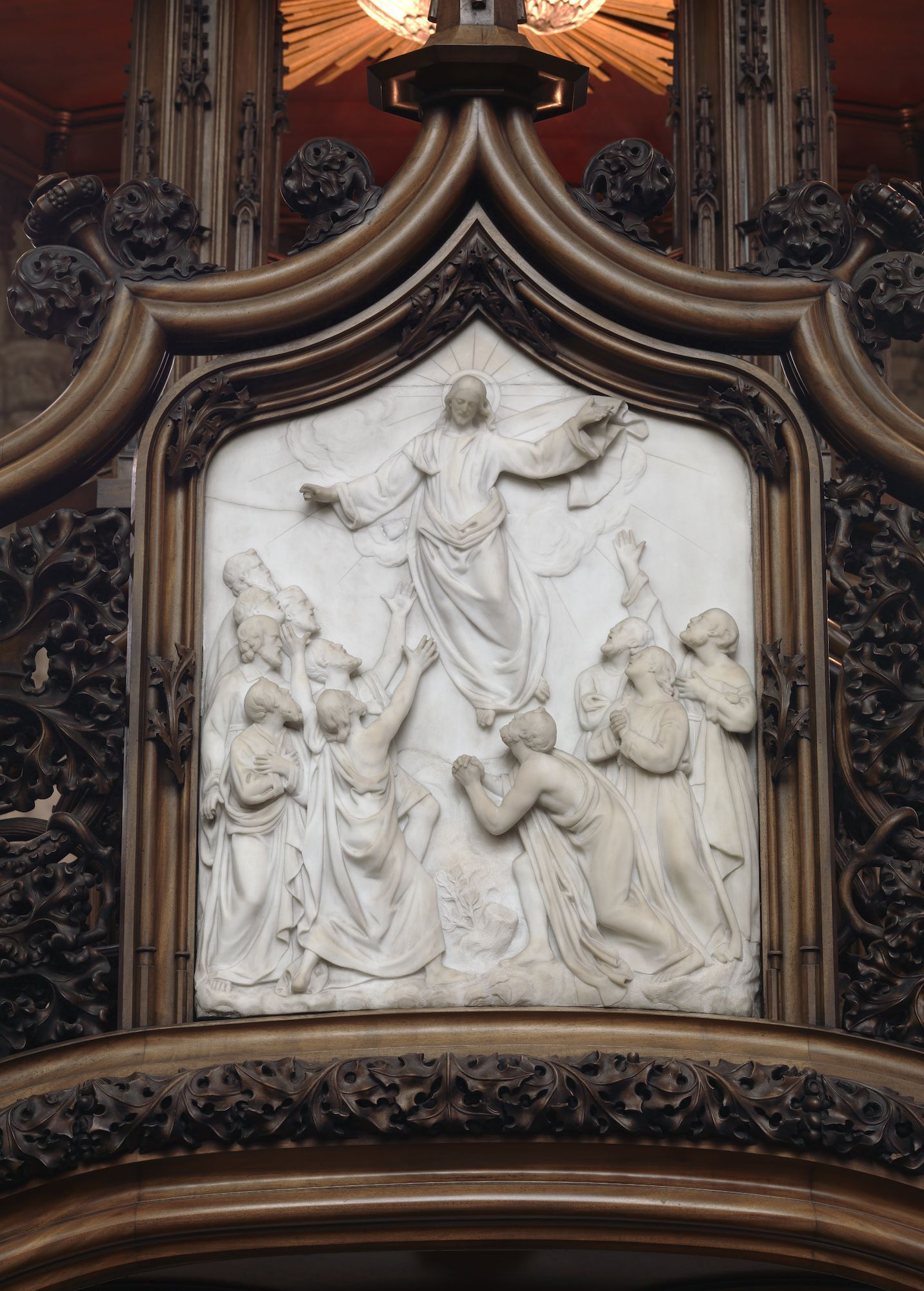
Preekstoel (detail) van Jean François Franck
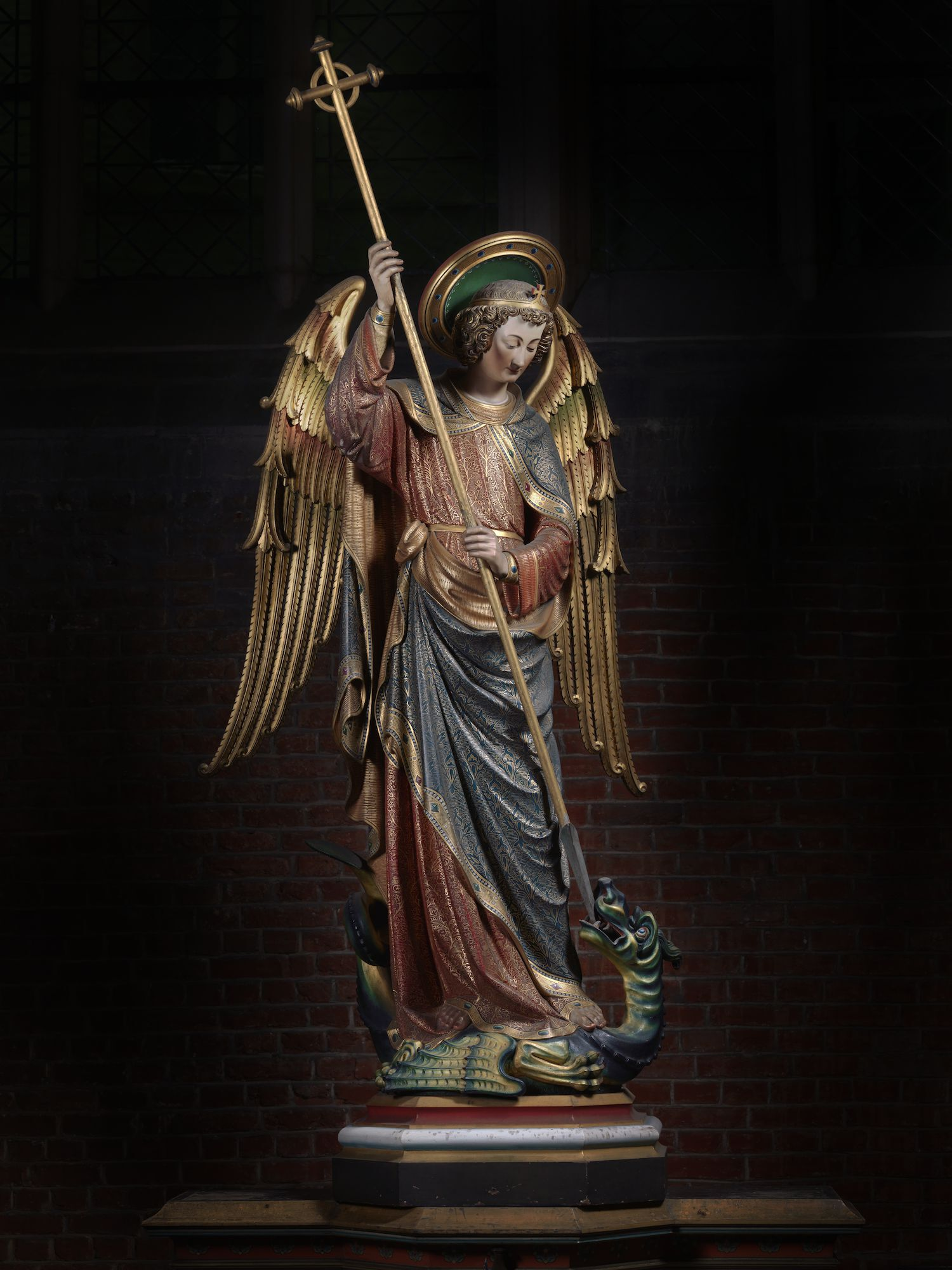
Aartsengel Michaël vertrapt de draak
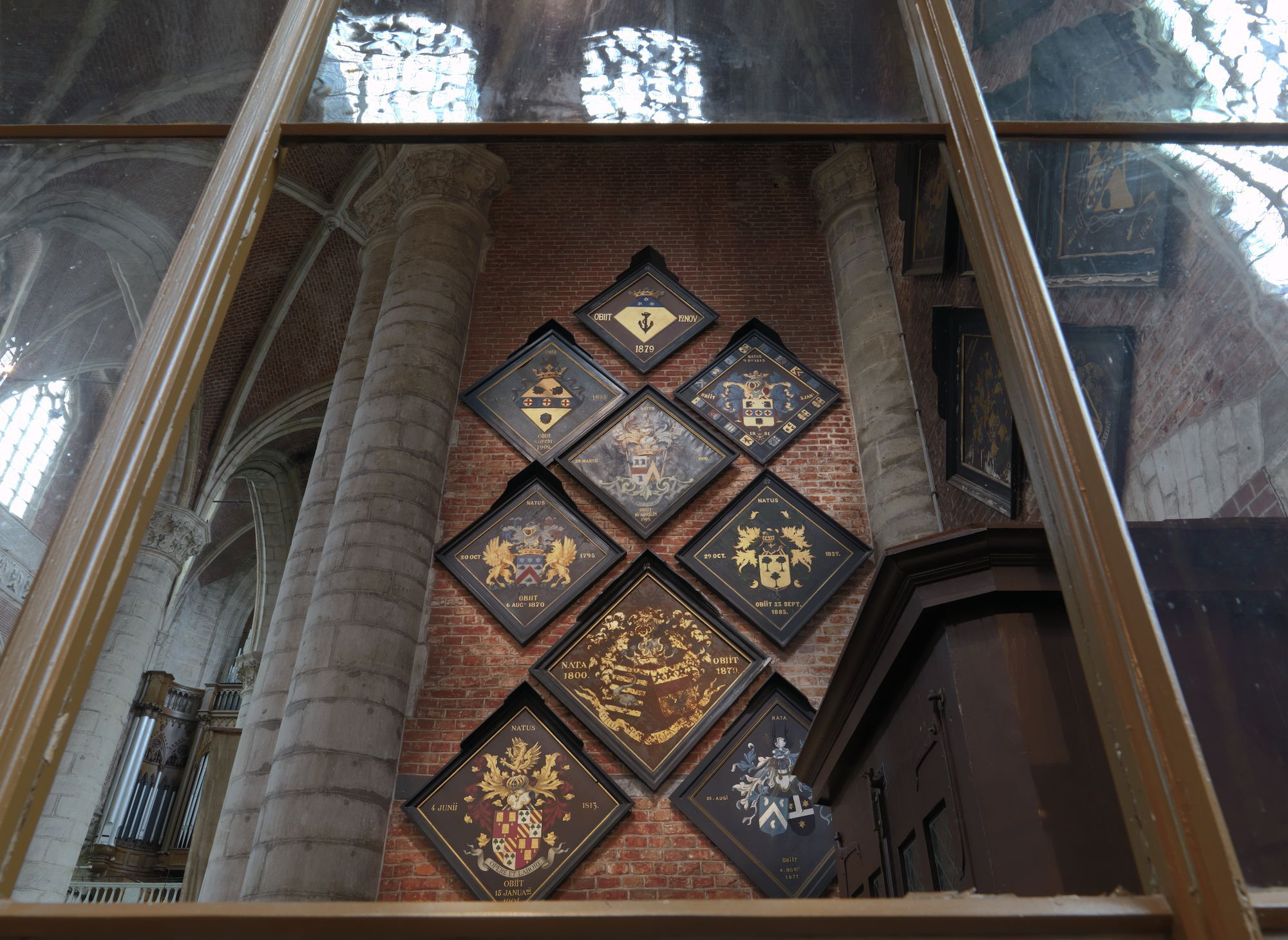
Wapenschilden
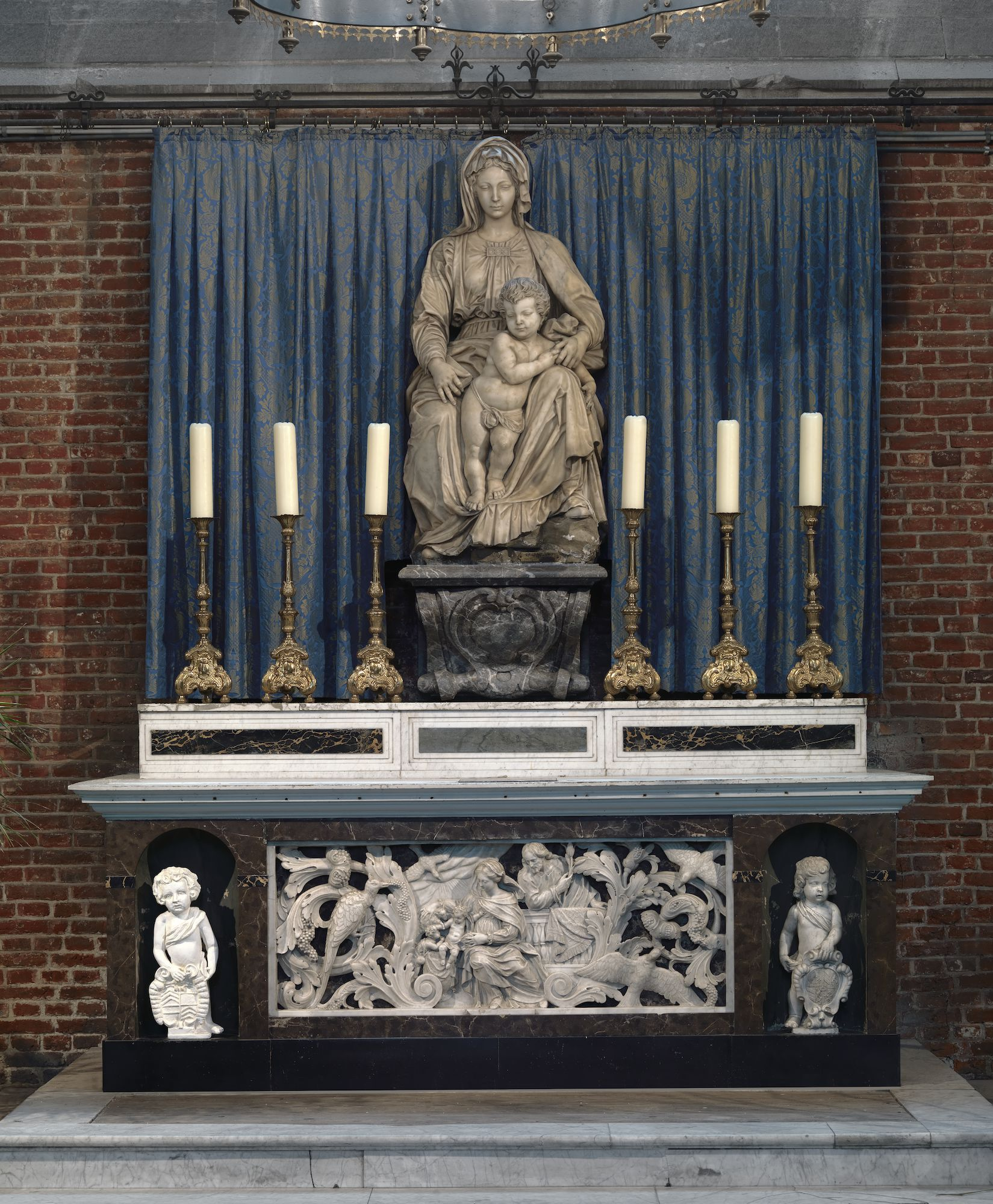
O.-L.-Vrouw met kind van Rombaut Pauwels
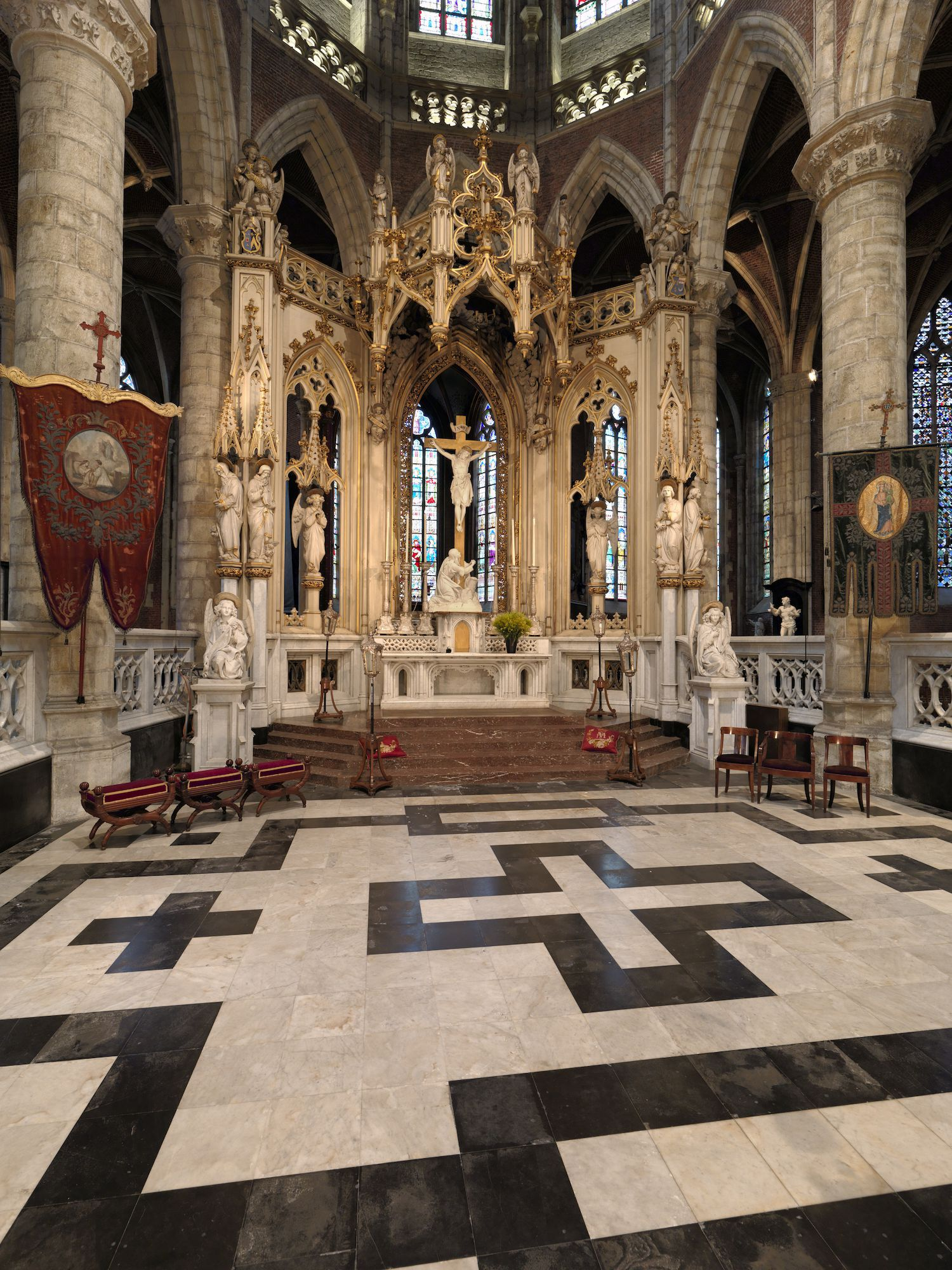
Hoofdaltaar van Jan Van Arendock
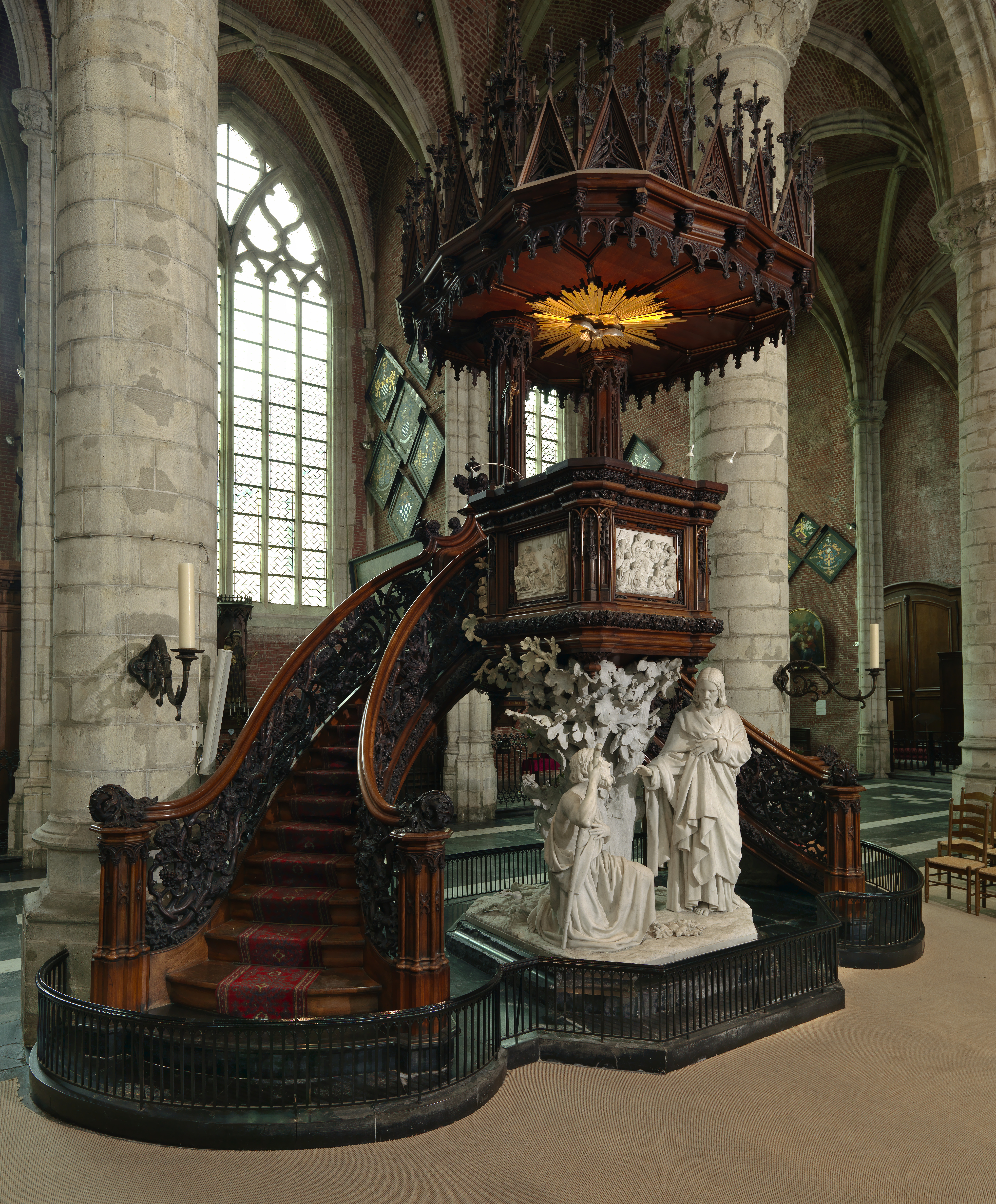
Preekstoel van Jean François Franck
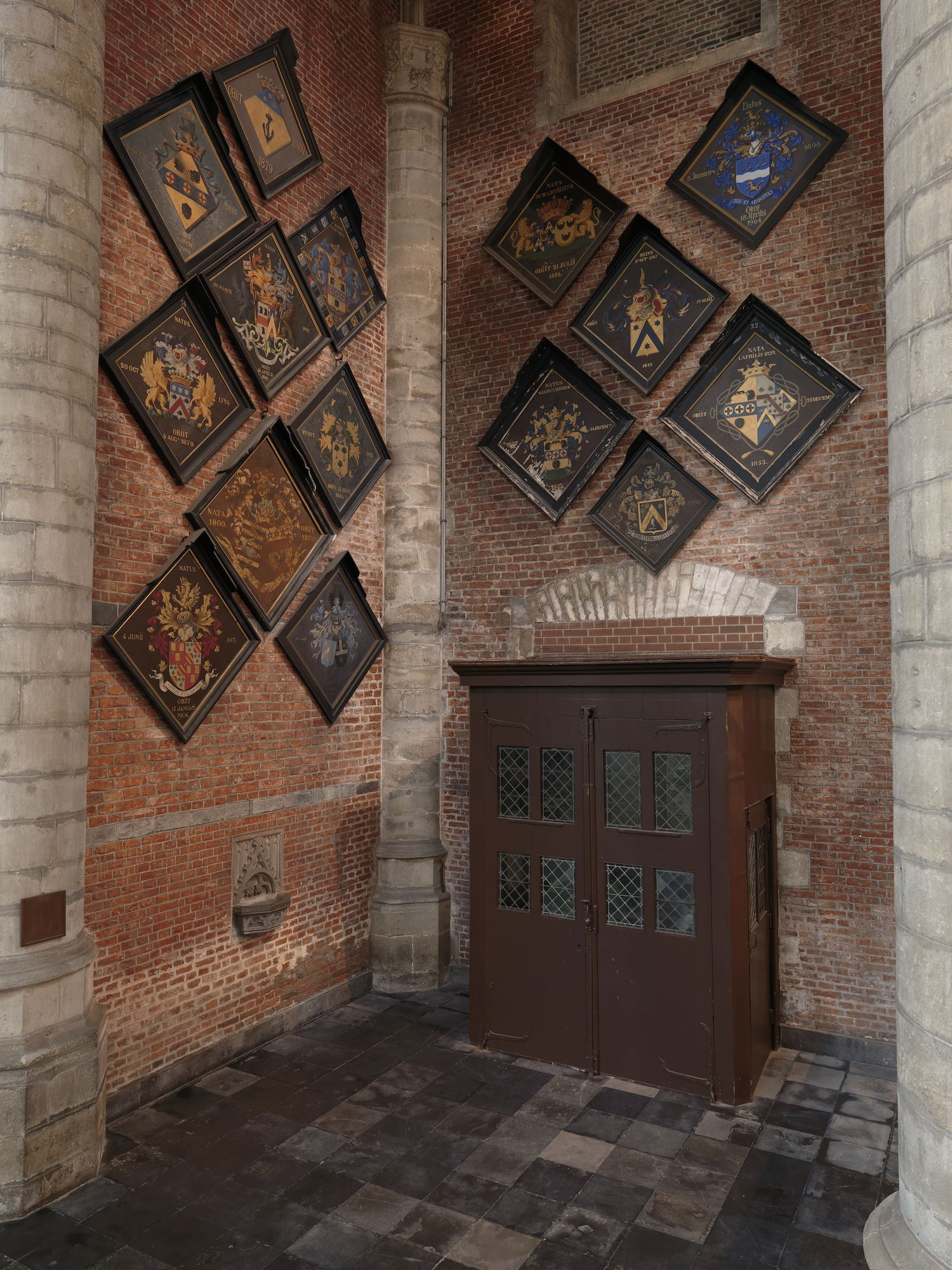
Wapenschilden
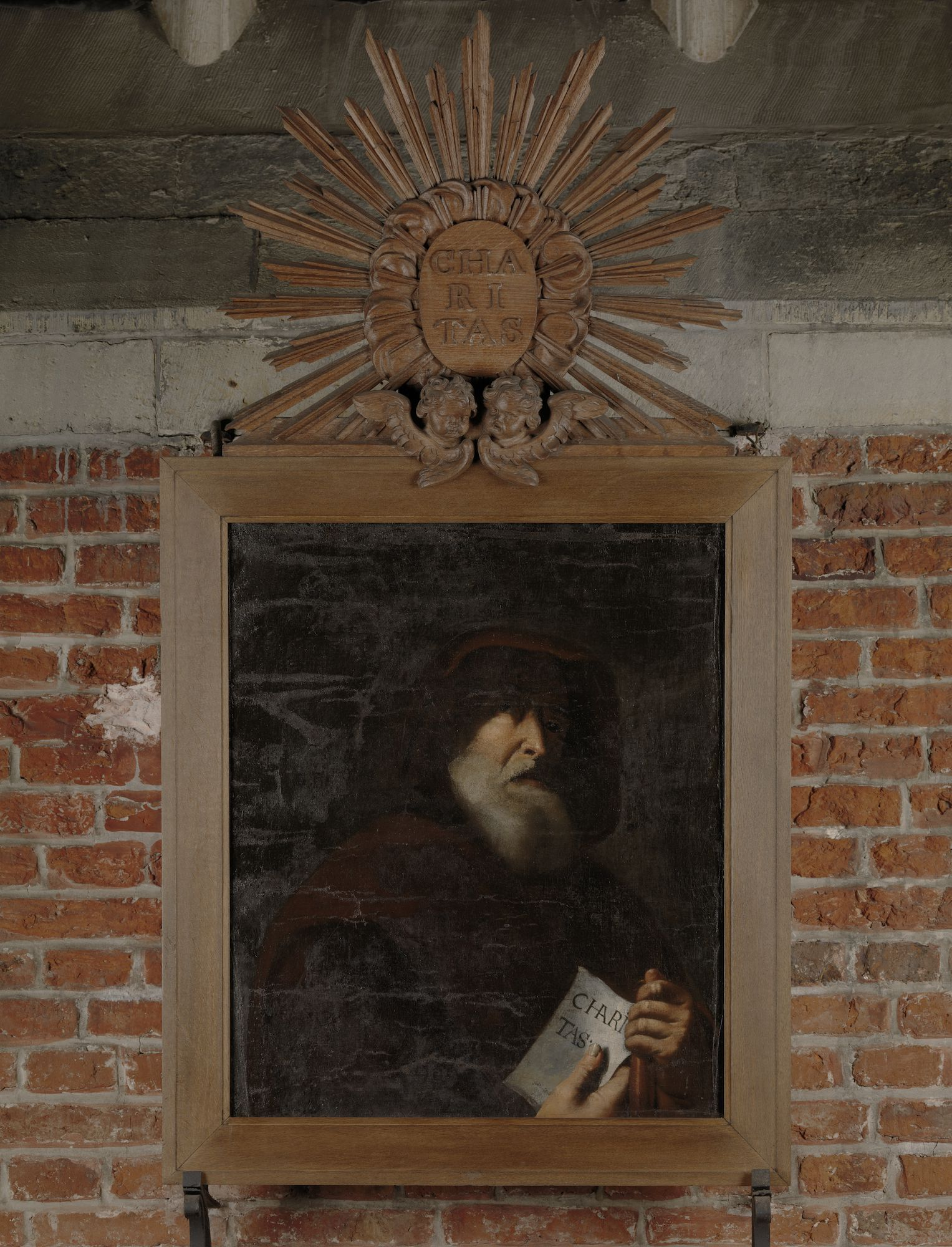
Heilige Franciscus van Paula van José de Ribera